# ЛНЗ (футбольний клуб)
Футбольний клуб ЛНЗ — український футбольний клуб із міста Черкаси, заснований у 2006 році. Виступав у чемпіонаті та кубку України серед аматорів. У червні 2021 року клуб отримав професіональний статус і був включений до другої ліги. Зараз виступає в українській Прем'єр-лізі. Домашні матчі приймає на стадіоні Черкаси-Арена, місткістю 10 321 місце.
Команду засновано зусиллями керівництва Лебединського насіннєвого заводу, що входить до агропромислового холдингу LNZ Group.

## Історія
Хронологія назв:
- 2006: ФК «Шпола-ЛНЗ-Лебедин» (Шпола)
- 2013: ФК «ЛНЗ-Лебедин» (Лебедин)
- 2021: ФК «ЛНЗ» (Черкаси)

Клуб створив 2006 року директор Лебединського насіннєвого заводу (ЛНЗ) Дмитро Кравченко. Команда виступала в чемпіонаті й Кубку Черкаської області та проводила домашні матчі на Центральному стадіоні в Шполі.. Першим тренером команди був Петро Славінський, який очолював її з 2006 по 2011 рік включно. 
У 2009 році клуб досяг першого найбільшого успіху, вигравши золоті медалі в чемпіонаті та ставши фіналістом кубка області. У 2011 році він знову став чемпіоном області.
У 2012 році тренером став Василь Гречаний, і того ж року став з командою срібним призером та фіналістом кубка.
У 2013 році клуб змінив свою назву на «ЛНЗ-Лебедин» і стала представляти село Лебедин Шполянського району Черкаської області. У 2016 та 2017 роках команда знову виграла чемпіонат області.
У сезоні 2017/18 клуб дебютував у Кубку України серед аматорів, де переміг у фінальному поєдинку «Вікторію» (Миколаївка), здобувши трофей.
У сезоні 2018/19 команда змагалася в Аматорському чемпіонаті України, дійшовши до 1/2 фіналу , де за сумою двох матчів поступився ВПК-Агро (3:1, 0:2). У тому ж сезоні 2018/19 клуб дебютував у Кубку України. Там у першому раунді «ЛНЗ-Лебедин» несподівано пройшов професіональне «Полісся» (Житомир) у серії пенальті, але у наступному раунді також у серії пенальті поступився «Гірнику» (Кривий Ріг).

Логотип клубу у 2015—2020 роках

У 2020 році клуб змінив назву з «ЛНЗ-Лебедин» на ЛНЗ, а на початку 2021 року змінив лебединську прописку на черкаську та презентував новий логотип, паралельно подавши заявку на набуття професіонального статусу.
У сезоні 2022/23 ЛНЗ посів третє місце у Першій лізі та потрапив до перехідних матчей за право грати в УПЛ. Суперником черкащан став «Інгулець» з Петрового. За підсумками двохматчевого протистояння ЛНЗ здолав свого опонента: перший матч завершився з рахунком 1:1, матч-відповідь — перемогою черкащан 2:1. Таким чином, ЛНЗ став першим клубом із Черкас, який вийшов до вищого дивізіону чемпіонату України

### Сезон 2023/24
Дебютний сезон у чемпіонаті України ЛНЗ розпочав із поразки у домашньому матчі проти «Чорноморця» (0:2). Однак вже через тиждень, 5 серпня, підопічні Олександра Ковпака здобули свою історичну перемогу у вищому дивізіоні — на виїзді обіграли «Минай» з розгромним рахунком 3:0. Після 4-го туру керівництво ЛНЗ звільнило Олександра Ковпака, а на його місце запросило білоруського спеціаліста Олега Дулуба. З приходом 57-річного спеціаліста черкасцям вдалося розписати мировую нічию з СК Дніпро-1 (0:0) та на своєму полі обіграти львівський «Рух» (2:1). За підсумками сезону черкасці посіли сьоме місце з 41 заліковими пунктами. Кращим бомбардиром команди став Владислав Наумець, який відзначився п'ятьма забитими голами. 

### Сезон 2024/25
Новий сезон черкаський ЛНЗ розпочав зі зміни головного тренера. 11 червня черкаський клуб оголосив про підписання контракту з колишнім тренером тбіліського «Динамо» Андреса Карраско. Крім того клуб підписав чималу когорту нових гравців — Шота Нонікашвілі, Френсіс Момо, Артур Авагімян, Осама Халайла, Айді Дайко, Матей Ангелов та Ілля Путря.
Під керівництвом іспанця черкасці після 16 турів мали 18 очок та посідали в турнірній таблиці 10-те місце, програвши 4 останні матчі поспіль. Через це 12 грудня Карраско був звільнений з посади. Однією з причин відходу іспанського фахівця стали часті ракетні обстріли в Україні.
У зимове міжсезоння ЛНЗ очолив Роман Григорчук. Команда пройшли збори в Іспанії й з перемоги розпочала весняну частину, обігравши львівський «Рух». Однак надалі результати клубу бажали кращого — за 13 поєдинків ЛНЗ здобув дві перемоги, розписав 6 нічиїх та 5 разів поступився.
ЛНЗ завершив сезон в Прем'єр-лізі України на 12-й сходинці турнірної таблиці, маючи в активі 31 очко. Черкаський клуб уникнув боротьби за збереження прописки в УПЛ на наступний сезон.
26 травня стало відомо, що Роман Григорчук покинув команду за згодою сторін.

## Досягнення
- Перша ліга чемпіонату України:
  - Бронзовий призер: 2022/23
- Чемпіонат України серед аматорів:
  - Чемпіон: 2020/21
  - Бронзовий призер: 2018/19, 2019/20
- Кубок України серед аматорів:
  - Володар: 2017/18, 2020/21
- Чемпіонат Черкаської області
  - Чемпіон: 2009, 2011, 2016, 2017
  - Срібний призер: 2007, 2012
  - Бронзовий призер: 2008, 2014
- Кубок Черкаської області:
  - Володар: 2017
  - Фіналіст: 2009, 2012
- Суперкубок Черкаської області:
  - Володар: 2018

## Склад команди
Станом на 18 серпня 2025  року відповідно до офіційної заявки на сайті ПЛ
| №  | Поз. | Нац.       | Гравець                      |
| -- | ---- | ---------- | ---------------------------- |
| 1  | ВР   | Україна    | Дмитро Ледвій                |
| 12 | ВР   | Україна    | Олексій Паламарчук           |
| 72 | ВР   | Україна    | Кірілл Самойленко            |
| 99 | ВР   | Україна    | Маркіян Бакус                |
| 4  | ЗХ   | Албанія    | Айді Дайко                   |
| 14 | ЗХ   | Україна    | Олександр Драмбаєв           |
| 18 | ЗХ   | Україна    | Олександр Каплієнко          |
| 29 | ЗХ   | Україна    | Роман Дідик                  |
| 34 | ЗХ   | Україна    | Назарій Муравський (капітан) |
| 88 | ЗХ   | Україна    | Ярослав Кисіль               |
| 5  | ПЗ   | Грузія     | Шота Нонікашвілі             |
| 6  | ПЗ   | Україна    | В'ячеслав Танковський        |
| 7  | ПЗ   | Кабо-Верде | Ейнел Суареш                 |

| №  | Поз. | Нац.       | Гравець           |
| -- | ---- | ---------- | ----------------- |
| 8  | ПЗ   | Нігерія    | Проспер Обах      |
| 9  | ПЗ   | Україна    | Артур Авагімян    |
| 10 | ПЗ   | Косово     | Мухаррем Яшарі    |
| 11 | ПЗ   | Україна    | Геннадій Пасіч    |
| 16 | ПЗ   | Україна    | Артур Рябов       |
| 17 | ПЗ   | Україна    | Денис Кузик       |
| 24 | ПЗ   | Україна    | Марко Подоляк     |
| 25 | ПЗ   | Україна    | Олег Горін        |
| 27 | ПЗ   | Коста-Рика | Джевісон Беннетт  |
| 77 | ПЗ   | Україна    | Богдан Кушніренко |
| 22 | НП   | Нігерія    | Френсис Момо      |
| 23 | НП   | Україна    | Данило Кравчук    |
| 90 | НП   | Гана       | Марк Ассінор      |

### Юнацький склад (U-19)
Станом на 18 серпня 2025  року відповідно до офіційної заявки на сайті ПЛ
| №  | Поз. | Нац.    | Гравець            |
| -- | ---- | ------- | ------------------ |
|    | ВР   | Україна | Максим Гога        |
| 35 | ВР   | Україна | Ілля Московченко   |
|    | ВР   | Україна | Тімур Полозюк      |
|    | ЗХ   | Україна | Владислав Бурлака  |
|    | ЗХ   | Україна | Денис Гречка       |
|    | ЗХ   | Україна | Арсеній Данніков   |
|    | ЗХ   | Україна | Назар Дудник       |
|    | ЗХ   | Україна | Артем Єфименко     |
|    | ЗХ   | Україна | Матвій Ільїн       |
|    | ЗХ   | Україна | Андрій Мельник     |
| 36 | ЗХ   | Україна | Тимофій Нівінський |
|    | ЗХ   | Україна | Кіріл Репешко      |
|    | ЗХ   | Україна | Назар Смотрицький  |
|    | ЗХ   | Україна | Євгеній Степанчук  |
|    | ЗХ   | Україна | Артем Степко       |
|    | ЗХ   | Україна | Даніїл Тимчак      |
|    | ЗХ   | Україна | Григорій Шаповалов |
|    | ЗХ   | Україна | Роман Шупик        |
|    | ПЗ   | Україна | Шаміль Айдаров     |
|    | ПЗ   | Україна | Артем Безруков     |
| 28 | ПЗ   | Україна | Давид Благодарний  |
|    | ПЗ   | Україна | Степан Бобечко     |
|    | ПЗ   | Україна | Володимир Великий  |

| №  | Поз. | Нац.    | Гравець             |
| -- | ---- | ------- | ------------------- |
|    | ПЗ   | Україна | Віталій Гайван      |
|    | ПЗ   | Україна | Назарій Десятник    |
| 49 | ПЗ   | Україна | Мирослав Доник      |
|    | ПЗ   | Україна | Ігор Зелінський     |
|    | ПЗ   | Україна | Юрій Курант         |
|    | ПЗ   | Україна | Орест Лепський      |
|    | ПЗ   | Україна | Назарій Мікляш      |
|    | ПЗ   | Україна | Данієль Морар       |
|    | ПЗ   | Україна | Максим Над'ярний    |
|    | ПЗ   | Україна | Єгор Руденко        |
|    | ПЗ   | Україна | Захар-Роман Свистун |
|    | ПЗ   | Україна | Даниїл Сидорук      |
|    | ПЗ   | Україна | Максим Тлумак       |
|    | ПЗ   | Україна | Олег Трухим         |
|    | ПЗ   | Україна | Данило Удовиченко   |
| 69 | ПЗ   | Україна | Денис Хамко         |
|    | ПЗ   | Україна | Денис Шайда         |
|    | ПЗ   | Україна | Тарас Штокал        |
|    | ПЗ   | Україна | Олександр Щербаков  |
|    | НП   | Україна | Владислав Заруба    |
|    | НП   | Україна | Єгор Шевченко       |
|    | НП   | Україна | Данило Ященко       |

## Керівництво
- Президент: Віктор Кравченко
- Віце-президент: Дмитро Кравченко
- Генеральний  директор: Василь Каюк (в. о.)
- Директор: Василь Гречаний
- Комерційний директор: Олександр Рогачевський
- Технічний директор: Олександр Чабан

### Тренерський штаб
- Головний тренер: Роман Григорчук
- Помічник тренера: Михайло Савка
- Помічник тренера: Степан Матвіїв
- Тренер воротарів: Андрій Глущенко
- Тренер з фізичної підготовки: Андрій Бурдіян
- Тренер з фізичної підготовки: Сергій Політило

## Виступи в чемпіонаті України
| Сезон   | Див.    | Місце   | І  | В  | Н  | П  | ГЗ | ГП | О  | Кубок         | Єврокубки                 | Єврокубки | Примітки                            |
| ------- | ------- | ------- | -- | -- | -- | -- | -- | -- | -- | ------------- | ------------------------- | --------- | ----------------------------------- |
| 2021–22 | Друга   | 3 з 15  | 17 | 13 | 2  | 2  | 36 | 9  | 41 | 1/8 фіналу    |                           |           | Підвищення                          |
| 2022–23 | Перша   | 1 з 8   | 14 | 9  | 3  | 2  | 22 | 6  | 30 | не проводився |                           |           | Група Б, прохід в чемпіонську групу |
| 2022–23 | Перша   | 3 з 8   | 14 | 6  | 4  | 4  | 19 | 12 | 22 | не проводився | Виграв плей-оф/Підвищення |           |                                     |
| 2023–24 | Прем'єр | 7 з 16  | 30 | 11 | 8  | 11 | 31 | 34 | 41 | 1/16 фіналу   |                           |           |                                     |
| 2024–25 | Прем'єр | 12 з 16 | 30 | 7  | 10 | 13 | 25 | 37 | 31 | 1/8 фіналу    |                           |           |                                     |

## Головні тренери
- Петро Славінський (2006—2012)
- Василь Гречаний (2012—2020)
- Юрій Бакалов (2020—2022)
- Олександр Ковпак (2022—2023)
- Юрій Дудник в.о. (2023)
- Олег Дулуб (2023—2024)
- Андрес Карраско (2024)
- Андрій Дикань (2024) (в. о.)
- Роман Григорчук (2024—2025)